# Medinupė
Medinupė je potok na západě Litvy, pramenící 1,5 km na jih od městysu Katyčiai (okres Šilutė), ústí do řeky Šyši necelý 1 km na jihovýchod od vísky Dėkintai, 38,4 km od jejího ústí do ramene Němenu Atmata jako její levý přítok. Teče zpočátku na jih, ale brzy se stáčí na západ, protéká mezi vískami Antšyšiai a Uikšiai, u vsi Stremeniai se táhlým obloukem stáčí na severozápad a vlévá se do řeky Šyši.

## Přítoky
Potok nemá významné přítoky.

## Komunikace, vedoucí přes potok
- cesta Katyčiai - Ulozai, silnice Katyčiai - Rukai, cesta Katyčiai - Šlauniai, cesta Degučiai - Usėnai